# Oxyopes aculeatus
Oxyopes aculeatus är en spindelart som beskrevs av Friedrich Wilhelm Bösenberg och Lenz 1895. Oxyopes aculeatus ingår i släktet Oxyopes och familjen lospindlar. Inga underarter finns listade i Catalogue of Life.